# Uleiota algericus
Uleiota algericus is een keversoort uit de familie spitshalskevers (Silvanidae). De wetenschappelijke naam van de soort werd in 1929 gepubliceerd door Maran.